# Andrés Longton
Andrés Longton Herrera (Viña del Mar, 26 de mayo de 1982) es un abogado y político chileno, militante de Renovación Nacional (RN). Desde marzo de 2018, se desempeña como diputado de la República bajo un segundo período consecutivo, en representación del distrito n° 6 de la Región de Valparaíso, por el periodo legislativo 2022-2026.

## Biografía

### Familia y estudios
Nació el 26 de mayo de 1982, en Viña del Mar, hijo de Arturo Longton y Amelia Herrera. Su padre fue gobernador de Marga Marga (2010-2012), diputado por el entonces distrito n° 12 de la región de Valparaíso (1990-2006) y alcalde por las comunas de Quilpué (1983-1987) y Valparaíso (1987-1988) y, su madre fue alcaldesa de Quilpué (1996-2004) y diputada de Marga Marga (2006-2010). Tiene dos hermanos, Amelia y Arturo; es primo del senador Alfonso de Urresti. El 8 de marzo de 2023 se casó con la modelo argentina Agostina Mari.
Realizó sus estudios primarios y secundarios en el Colegio Alemán de Quilpué y Valparaíso, y en el Colegio Inglés San Patricio de Viña del Mar. 
Luego, en el 2002, ingresó a estudiar derecho en la Universidad Adolfo Ibáñez (UAI), sede Viña del Mar, licenciándose en 2008, en ciencias sociales y ciencias jurídicas con mención en ciencias del derecho. Para obtener el grado de licenciado, elaboró la memoria titulada: Inscripción Automática y Sufragio Voluntario. En 2009, realizó su práctica profesional en el Consultorio Jurídico de la comuna de La Calera, perteneciente a la Corporación de Asistencia Judicial de Valparaíso (CAJVAL). El 14 de mayo de 2010, la Corte Suprema le otorgó el título de abogado.
En 2017, cursó el grado académico de magíster en derecho administrativo en la Pontificia Universidad Católica de Valparaíso (PUCV), correspondiente a la 8ª versión 2015-2016 del programa.

### Actividades profesionales
Profesionalmente, ejerció su profesión como socio del estudio jurídico «Longton, Ossandón y Quital y Cia.», entre 2007 y 2010.
Posteriormente —de manera paralela—, formó parte de Canal 13, participando como rostro de algunos programas, entre ellos, los reality show Mundos opuestos, Pareja perfecta y Mundos opuestos 2 entre 2012 y 2013.
En 2015, junto a un grupo de diversos profesionales, fundó un estudio jurídico dedicado a causas de familia. Al año siguiente, fue asesor jurídico del Departamento de Educación de la Municipalidad de Limache.
Finalmente, se desempeñó como funcionario de la Cámara de Diputados de Chile, ejerciendo como abogado ayudante de Comisiones Permanentes.

## Trayectoria política

### Inicios
Es militante del partido Renovación Nacional (RN). En junio del 2010, inició su desempeño como asesor jurídico de la secretaría regional ministerial (Seremi) de Educación de la Región de Valparaíso, cargo que ejerció hasta enero de 2012.
Participó activamente en la campaña parlamentaria de su padre Arturo Longton, quien postuló a la Cámara de Diputados por el distrito n° 12, en las elecciones parlamentarias de 2013. Luego, entre 2015 y 2016, se desempeñó como asesor legislativo de los parlamentarios Alberto Espina y Francisco Chahuán.

### Diputado
En 2017, Renovación Nacional le ofrece postular por un cupo a la Cámara de Diputados y en agosto del mismo año, inscribió su candidatura por el nuevo distrito n° 6, que comprende las comunas de La Ligua, Petorca, Cabildo, Papudo, Zapallar, Puchuncaví, Quintero, Nogales, Calera, La Cruz, Quillota, Hijuelas, Los Andes, San Esteban, Calle Larga, Rinconada, San Felipe, Putaendo, Santa María, Panquehue, Llaillay, Catemu, Olmué, Limache, Villa Alemana y Quilpué, Región de Valparaíso, en el pacto «Chile Vamos», para las elecciones parlamentarias del 19 de noviembre, resultando electo con 38 874 votos, correspondientes a 12,23% de los sufragios válidamente emitidos.
Asumió el 11 de marzo de 2018 y pasó a integrar las comisiones permanentes de Gobierno Interior y Regionalización; y Familia. Asimismo, integró la Comisión Permanente de Desarrollo Social, Superación de la Pobreza y Planificación. También, formó parte de las Comisiones Especiales Investigadoras sobre Contaminación en Concón, Quintero y Puchuncaví; y Actos de CONAF, SII y otros órganos, en autorización de planes de manejo forestal en los últimos diez años. A nivel partidista, formó parte del Comité parlamentario de RN.
En agosto de 2021, se presentó a la reelección como diputado por distrito n° 6, dentro del pacto «Chile Podemos Más», por el periodo 2022-2026. En las elecciones parlamentarias de noviembre, obtuvo la reelección con 29 169 votos, correspondientes al 8,21% del total de los sufragios válidamente emitidos. Asumió el 11 de marzo de 2022, pasando a integrar las comisiones permanentes de Constitución, Legislación, Justicia y Reglamento; y Seguridad Ciudadana. Así como también, forma parte de la bancada de su partido RN.

## Historial electoral

### Elecciones parlamentarias de 2017
- Elecciones parlamentarias de 2017, candidato a diputado por el distrito 6 (Cabildo, Calle Larga, Catemu, Hijuelas, La Calera, La Cruz, La Ligua, Limache, Llay Llay, Los Andes, Nogales, Olmué, Panquehue, Papudo, Petorca, Puchuncaví, Putaendo, Quillota, Quilpué, Quintero, Rinconada, San Esteban, San Felipe, Santa María, Villa Alemana y Zapallar).[5](Se consideran los candidatos con más del 2% de votos)

### Elecciones parlamentarias de 2021
- Elecciones parlamentarias de 2021, candidato a diputado por el Distrito N°6 (Cabildo, Calle Larga, Catemu, Hijuelas, La Calera, La Cruz, La Ligua, Limache, Llay Llay, Los Andes, Nogales, Olmué, Panquehue, Papudo, Petorca, Puchuncaví, Putaendo, Quillota, Quilpué, Quintero, Rinconada, San Esteban, San Felipe, Santa María, Villa Alemana y Zapallar).